# Paramelania
Paramelania là một chi ốc nước ngọt nhiệt đới động vật thân mềm chân bụng trong họ Thiaridae.

## Các loài
Các loài trong chi Paramelania gồm có:
- Paramelania damoni
- Paramelania iridescens